# البهائية في المملكة المتحدة
بدأ وجود الديانة البهائية في المملكة المتحدة عام 1898 عندما أصبحت السيدة ماري ثورنبرغ-كروبر (توفيت عام 1938)، وهي أمريكية الأصل، أول من اعتنق الديانة البهائية في إنجلترا. وخلال ثلاثينيات القرن العشرين، ازداد عدد البهائيين في المملكة المتحدة، مما أدى إلى انطلاق حركة ريادية بعد الحرب العالمية الثانية، حيث انتقل نحو 60٪ من أفراد المجتمع البهائي البريطاني إلى أماكن جديدة.
في تعداد المملكة المتحدة لعام 2021، تم تسجيل 4,725 بهائيًا في إنجلترا وويلز، مما يجعلها الديانة السابعة عشرة من حيث الحجم، بانخفاض قدره 6٪ مقارنةً بـتعداد المملكة المتحدة لعام 2011، حيث كان هناك 5,021 بهائيًا في إنجلترا وويلز.
أما في أيرلندا الشمالية، فقد تم تسجيل 281 بهائيًا في تعداد عام 2021.

## التاريخ

### المرحلة الأولى

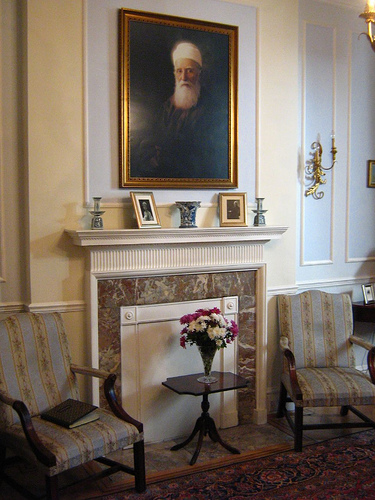
غرفة الانتظار داخل المركز الوطني البهائي في المملكة المتحدة بلندن

حدد الباحث موجان مؤمن أول تقرير عن الديانة في الغرب في 8 يناير 1845، وكان ذلك من خلال تبادل تقارير دبلوماسية بريطانية لم تُنشر في الصحف. كان هذا التقرير عن أول حروف الحي الذين أُرسلوا في مهمة من قبل الباب، الذي يعتبره البهائيون مبشراً بديانتهم. كان هو ثاني حروف الحي وأول شهيد بابي، ملا علي البسطامي. جرت هذه التبادلات بين السير هنري رولينسون الذي كتب أولاً إلى السير ستراتفورد كانينغ. واستمرت التبادلات حتى أبريل 1846 حيث تنتهي السجلات الدبلوماسية للأحداث. تؤكد أرشيفات الدولة العثمانية وصوله إلى إسطنبول حيث حُكم عليه بالخدمة الشاقة في أحواض بناء السفن البحرية - إذ رفض الحاكم العثماني نفيه قائلاً إنه سيكون "من الصعب السيطرة على نشاطه ومنعه من نشر أفكاره الباطلة".
بدأ أول ذكر علني/صحفي للحركة الدينية من خلال تغطية الباب في جريدة ذا تايمز بتاريخ 1 نوفمبر 1845، والتي اعتمدت على ردود الفعل الإسلامية تجاه الدين الجديد. وقد تكررت هذه المقالة في العديد من الصحف المحلية والبعيدة المدى حتى أوائل 1846، وصولاً إلى نيوزيلندا.
في أواخر عام 1852 وبداية عام 1853، وقعت حادثة أدت إلى معاناة شديدة لأتباع البابية؛ إذ تم تحميلهم مسؤولية محاولة اغتيال الشاه ناصر الدين شاه. وقد كشفت أبحاث حديثة عن أن الفاعلين كانوا جماعة هامشية لا تمثل الجوانب الرئيسية للدين أو مجتمعه أو قيادته في ذلك الوقت.
ورغم ذلك، فإن التغطية الصحفية في ذلك الوقت كثيرًا ما عكست وجهة نظر الحكومة الفارسية التي حمّلت البابية المسؤولية. ونتيجة لذلك، تم إعدام أعداد كبيرة من البابيّين. ومع مرور الشهور، انتقلت تقارير القتل من مئات في طهران بحلول أوائل نوفمبر عام 1852، إلى عشرات الآلاف في جنوب البلاد بحلول أواخر ديسمبر.
في تلك الفترة، كانت هناك بعثة بريطانية في طهران، الإمبراطورية الفارسية، وقد رفعت تقارير عن الأحداث المتعلقة بالبابية، خصوصًا خلال نفي بهاء الله إلى بغداد. وقد عرض القنصل البريطاني العام في بغداد على بهاء الله الجنسية البريطانية، كما عرض عليه ترتيب إقامة له في الهند أو أي مكان يختاره، لكنه رفض العرض.
وبعد نفيه من بغداد مرة أخرى، كتب بهاء الله سورة الهيكل، وهي رسالة موجهة إلى الملكة فيكتوريا، أشاد فيها بنظام البرلمان البريطاني وامتدح قرار حكومتها بإنهاء العبودية في الإمبراطورية البريطانية.
ويُقال إن الملكة فيكتوريا، في رد على هذه الرسالة (رغم أن السجل الأصلي مفقود)، قالت: "إن كان هذا من عند الله فسيبقى، وإن لم يكن، فلن يضر."
في عام 1879، وفي ظل تنامي العلاقات التجارية، دخل الهولندي يوهان كوليغان في شراكة مع بهائيين اثنين هما الحاج السيد محمد حسن والحاج السيد محمد حسين، واللذان كانا معروفين بـالملك والحبيب من الشهداء. وقد تم اعتقالهما وإعدامهما لأن إمام الجمعة في ذلك الوقت كان مدينًا لهما بمبلغ كبير نتيجة علاقات تجارية، وبدلاً من سداد الدين، قرر الاستيلاء على ممتلكاتهما.
وقد تم تنفيذ حكم الإعدام رغم شهادة كوليغان ببراءتهما. ومع ذلك، تمكن من حث تجار فرس للدفاع عنهما، مما أدى إلى توقف مؤقت في معاناتهما، وهو ما وثقه إدوارد ستاك الذي كان يخدم في الخدمة المدنية البريطانية في البنغال، ونشر مذكراته عام 1882.
وإلى جانب هذه التغطية، أنتج إدوارد براون من جامعة كامبريدج مواد مهمة حول تاريخ هذا الدين، وتمكن في أبريل 1890 من إجراء أربع مقابلات مع بهاء الله بعد أن استقر في منطقة عكا، وهو الذي ترك الوصف التفصيلي الوحيد من قبل غربي.
بعد أن أصبحت السيدة ماري ثورنبرغ-كروبر بهائية عام 1898، أصبحت الآنسة إثيل روزنبرغ (توفيت عام 1930) ثاني شخص يعتنق الدين وأول بريطانية تقوم بذلك، وكان ذلك في صيف 1899. وقد تم توثيق إعلان إيمان الآنسة سارة آن ريدجواي في رسالة لها تعود إلى نوفمبر من نفس العام. وكانت سارة، أو "آني" كما كانت تُعرف في رسائلها ووثائق الهجرة، قد سافرت من سالفورد، المملكة المتحدة، للعمل في أمريكا الشمالية، وكانت ناسجة حرير. التقت بـعبد البهاء في ليفربول ولندن عام 1912. توفيت في مستشفى سالفورد الملكي ودُفنت في قبر للفقراء قبل أن يعرف أصدقاؤها في مانشستر بوفاتها.
أما الدكتور فريدريك ديفيلين، فهو أيرلندي من بلفاست انتقل إلى الولايات المتحدة وأصبح بهائيًا عام 1901، وخدم في الهيئة التي سبقت تشكيل المحفل الروحاني الوطني للبهائيين في أمريكا.
من الشخصيات البهائية البارزة أيضًا ليدي بلومفيلد، الزوجة الثانية للمهندس المعماري السير آرثر بلومفيلد. كانت عضوًا في المحفل الروحاني الوطني للبهائيين في الجزر البريطانية لمدة ثماني سنوات، وكاتبة بارعة، وإنسانة إنسانية شاركت في تأسيس منظمة أنقذوا الأطفال وإعداد إعلان جنيف لحقوق الطفل وتبنّيه من قبل عصبة الأمم. انضمت إلى الدين البهائي عام 1907.
من الشخصيات الأخرى الجديرة بالذكر التي اعتنقت الدين البهائي في وقت مبكر جورج تاونسند (إيرلندي، وكانت أيرلندا آنذاك جزءًا من المملكة المتحدة).

### ما قبل الحرب العالمية الأولى
ذُكر الدين البهائي في مناسبات أخرى، منها إشارة رئيس الشمامسة ويلبرفورس إلى الدين في إحدى عظاته في كنيسة القديس يوحنا في ويستمنستر في مارس 1911. وقد أثارت هذه الإشارة اهتمامًا كبيرًا، مما أدى إلى افتتاح غرفة مطالعة بهائية.
في عام 1910، بدأ عبد البهاء، الذي كان حينها رئيس الدين البهائي، رحلة استمرت ثلاث سنوات إلى مصر وأوروبا وأمريكا الشمالية، ناشرًا الرسالة البهائية. وخلال رحلاته، زار إنجلترا في خريف عام 1911. وفي العاشر من سبتمبر، قام بأول ظهور علني له أمام جمهور في معبد المدينة في لندن، حيث ألقى ويلزلي تيودور بول الترجمة الإنجليزية لكلمته. عاد عبد البهاء لاحقًا إلى الجزر البريطانية، وزار البهائيين في ليفربول، لندن، إدنبرة، أوكسفورد، وبريستول في الفترة ما بين 1912–1913. انظر أسفار عبد البهاء إلى الغرب.
في عام 1914، نظم البهائيون المتواجدون في إنجلترا أنفسهم في لجنة، لكنها توقفت عن العمل بعد فبراير 1916. كما أصبح توماس كيلي تشين، أحد محرري الموسوعة البيبليكية، عضوًا في الدين بحلول عام 1914، إلا أنه توفي في العام التالي.
بعد عودته الأخيرة إلى فلسطين، أشار عبد البهاء إلى أراضٍ مختلفة حول العالم ينبغي أن يُنشر فيها الدين، وتحدث عن الحرب العالمية الأولى وصفات الذين يسعون لخدمة الدين. جاء ذلك في سلسلة من الرسائل، أو ألواح، إلى أتباع الدين في الولايات المتحدة في عامي 1916–1917؛ وقد جُمعت هذه الرسائل في كتاب ألواح الخطة الإلهية. وتحدث اللوح السابع عن مناطق في أوروبا، وقد كُتب في 11 أبريل 1916، لكنه تأخر تقديمه في الولايات المتحدة حتى عام 1919، بعد نهاية الحرب العالمية الأولى والإنفلونزا الإسبانية. تمت ترجمة اللوح السابع وتقديمه في 4 أبريل 1919، ونُشر في مجلة نجم الغرب في 12 ديسمبر 1919، وذكر الجزر. قال:
"لذا، أيها المؤمنون بالله! أبذلوا الجهد، وبعد هذه الحرب انشروا خلاصة التعاليم الإلهية في الجزر البريطانية، فرنسا، ألمانيا، النمسا-المجر، روسيا، إيطاليا، إسبانيا، بلجيكا، سويسرا، النرويج، السويد، الدنمارك، هولندا، البرتغال، رومانيا، صربيا، الجبل الأسود، بلغاريا، اليونان، أندورا، ليختنشتاين، لوكسمبورغ، موناكو، سان مارينو، جزر البليار، كورسيكا، سردينيا، صقلية، كريت، مالطا، آيسلندا، جزر فارو، جزر شتلاند، الهبريدس وجزر أوركني."
خلال الحرب العالمية الأولى، خدم تيودور بول في مديرية الاستخبارات العسكرية في الشرق الأوسط، وكان له دور مباشر في معالجة التهديدات التي أطلقتها الدولة العثمانية ضد عبد البهاء، الأمر الذي تطلب من الجنرال ألنبي تعديل خططه في إدارة العمليات العسكرية في منطقة فلسطين.

### فترة ما بين الحربين العالميتين
بعد أحداث الحرب العالمية الأولى ومنح عبد البهاء لقب فارس من قبل الانتداب البريطاني على فلسطين تقديرًا لجهوده الإنسانية خلال الحرب، بدأت ملامح الإدارة البهائية في المملكة المتحدة بالتشكل. ففي عام 1921، وبينما كان تيودور بول يشغل منصب سكرتير المجتمع البهائي في لندن، وصل برقية إعلان وفاة عبد البهاء التي أرسلتها شقيقته بهية خانم إلى منزل تيودور بول في لندن، وهناك قرأها شوقي أفندي.
تأسست محفل روحاني لإنجلترا (أو ما يُعرف باسم المجلس البهائي العام لإنجلترا) في مايو 1922، وعقد أول اجتماع له في لندن في 17 يونيو 1922، وتم تشكيل أول محفل روحاني محلي في لندن ومانشستر وبورنموث. وفي 13 أكتوبر 1923، تأسس في لندن المحفل الروحاني الوطني لإنجلترا، وفي عام 1930 أصبح يعرف باسم المحفل الروحاني الوطني لبهائيي الجزر البريطانية. جاء حسن بلوزي إلى إنجلترا في عام 1932 وانتُخب فورًا لعضوية المحفل الوطني، وأُعيد انتخابه سنويًا حتى عام 1960، كما عُيِّن يد أمر الله في عام 1957. وفي عام 1939 تم تأسيس محافل محلية في برادفورد وتوركي.
خلال هذه الفترة، أصبح عدد من الشخصيات البريطانية البارزة من أتباع الدين البهائي، منهم ريتشارد سانت بارب بيكر، الذي كان مهندسًا حرجيًا وناشطًا بيئيًا ومؤلفًا، وقد اعتنق الدين حوالي عام 1924.
كما أقام مارك توبي، الفنان الأمريكي الذي أقام في بريطانيا من عام 1930 حتى 1938، دروسًا ودورات بهائية في قاعة دارنغتون في ديفون، بالإضافة إلى محاضرات في توركي. ونتيجة لذلك، أصبح اثنان من الفنانين المشهورين من أتباع الدين: برنارد ليتش، الفخّاري الشهير عالميًا، حوالي عام 1940، وريجينالد تورفي، الرسام البارز من جنوب أفريقيا، في عام 1936.
وخلال ثلاثينيات القرن العشرين، بدأ عدد من الأنشطة البهائية: تم تشكيل فرقة مسرحية بهائية في لندن، وتم إصدار النشرة البهائية، وبدأ تنظيم المدارس الصيفية البهائية، كما ترسخت تقاليد عقد مؤتمر شتوي سنوي. كما تأسست محافل محلية في برادفورد وتوركي عام 1939، ونال المحفل الوطني الوضع القانوني من خلال تسجيله الرسمي.
اعتنق جون فيرابي الدين البهائي عام 1941، وتم تعيينه يد أمر الله — ليصبح الرابع من نوعه في تاريخ البلاد — في عام 1957. علاوة على ذلك، ساهمت عائلات بهائية بريطانية انتقلت إلى أستراليا في تأسيس البهائية في أستراليا خلال عشرينيات القرن الماضي.

### بعد الحرب العالمية الثانية
في عام 1946، بدأ خطط التدريس البهائي كبير لتنفيذ ألواح الخطة الإلهية، حيث انتقل ما يقرب من ستين في المئة من أفراد المجتمع البهائي البريطاني إلى مناطق جديدة. ويُقدَّر أنه بين عامي 1951 و1993، استقر بهائيون من المملكة المتحدة في 138 دولة. على الصعيد المحلي، أدى هذا الجهد إلى انتشار الدين البهائي في اسكتلندا وويلز، وزيادة عدد المحافل الروحانية المحلية في الجزر البريطانية من خمسة إلى أربعة وعشرين، من بينها أربعة محافل في المدن الكبرى مثل إدنبرة، وبلفاست، وكارديف.
في عام 1950-1951، بادر البهائيون من الجزر البريطانية إلى الريادة في تنجانيقا، وأوغندا، وكينيا. وفي عام 1953، انتقل بهائيون إلى جزر اسكتلندا، بالإضافة إلى الممتلكات التابعة للتاج البريطاني مثل جيرزي، وغيرنزي، وجزيرة مان.
تُعد تريستان دا كونا من أكثر الأماكن المأهولة بعدًا عن البشر على وجه الأرض. وهي مجموعة جزر تقع في جنوب المحيط الأطلسي، وتُعد جزءًا من المملكة المتحدة ضمن أقاليم ما وراء البحار البريطانية تحت اسم سانت هيلينا، وأسينشين، وتريستان دا كونا. وقد وُجدت بها مجتمع بهائي منذ عام 1954. ولا يُسمح للغرباء بشراء الأراضي أو الاستقرار في تريستان.

#### ثلاثة من الأنوار
في عام 1955، وصف شوقي أفندي، الذي كان آنذاك رئيس الدين البهائي، بعد وفاتهم، ثلاثة أفراد بأنهم "الأنوار الثلاثة لمجتمعات البهائيين في إيرلندا، وإنجلترا، واسكتلندا".
- توماس بريكويل وُلِد في ووكينغ، إنجلترا، وتعرّف على الدين البهائي وهو في التاسعة والعشرين من عمره أثناء وجوده في باريس صيف عام 1901 خلال إحدى عطلاته من الولايات المتحدة حيث كان يعمل. بعد زيارته عكا للحج، بقي في باريس بناءً على طلب عبد البهاء، وقد ترك عمله في مصانع القطن في الجنوب الأمريكي بدافع الشعور بالذنب حيث كان عمل الأطفال لا يزال شائعًا. تُوفي بريكويل عام 1902 بسبب السل. وقد كتب عبد البهاء لوحًا مؤثرًا وملهمًا عند وفاته.

- جون إيسليمنت كان من اسكتلندا، وهو مؤلف الكتاب التمهيدي الشهير عن الديانة البهائية بهاء الله والعصر الجديد، والذي نُشر لأول مرة في عام 1923 وتمت ترجمته إلى العديد من اللغات، ولا يزال مرجعًا أساسيًا للتعريف بالدين البهائي. وقد عيّنه شوقي أفندي بعد وفاته كأول من عيّنه من أيادي أمر الله، واعتُبر من تلامذة عبد البهاء. كما كان طبيبًا بارعًا ولغويًا متميزًا، وأتقن عددًا من اللغات الغربية والشرقية.

- جورج تاونشند وُلد في إيرلندا، وبدأ بالدعوة إلى الدين البهائي حوالي عام 1920 رغم كونه كاهنًا في الكنيسة الأنجليكانية. وفي عام 1947، وفي سنه السبعين، قدّم تنازله العلني عن رتبته الدينية الأنجليكانية، خلال فترة توسع للدين البهائي في أرجاء الكومنولث البريطاني ومستعمراته السابقة. وقد أصبح لاحقًا من أيادي أمر الله، وكتب عددًا من المؤلفات، منها المسيح وبهاء الله.

#### مكان دفن شوقي أفندي

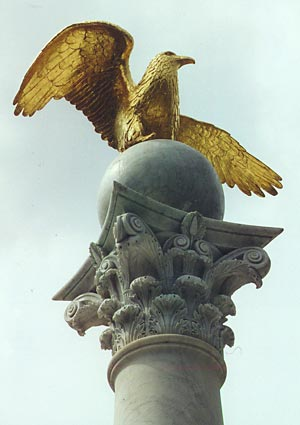
النصب التذكاري فوق قبر شوقي أفندي

في 4 نوفمبر 1957، تُوفي شوقي أفندي، رئيس الدين البهائي آنذاك، في لندن، وبذلك أصبحت المدينة مركزًا يقصده البهائيون من مختلف أنحاء العالم. وقد دُفنت رفاته في مقبرة نيو ساوثغيت في لندن.

#### أول مؤتمر بهائي عالمي
في عام 1963، بلغ عدد المحافل الروحية البهائية في المملكة المتحدة 50 محفلًا، واستضافت الجالية البهائية البريطانية أول مؤتمر بهائي عالمي. وقد عُقد في رويال ألبرت هول وترأسه يد أمر الله إينوك أولينغا، حيث اجتمع حوالي 6000 بهائي من مختلف أنحاء العالم. وقد أُقيم المؤتمر لإحياء الذكرى المئوية لإعلان بهاء الله، وكذلك للإعلان عن انتخاب الأعضاء الأولين للبيت العالمي للعدل بحضور أكثر من 50 من أعضاء المحافل الروحية الوطنية.

## التطورات الحديثة
منذ نشأتها، شاركت الديانة البهائية في التنمية الاجتماعية والاقتصادية، بدءًا بإعطاء حرية أكبر للنساء، والترويج لتعليم المرأة كأولوية رئيسية، وقد تجلّى هذا الالتزام عمليًا في إنشاء المدارس والتعاونيات الزراعية والعيادات الصحية.
دخلت الديانة البهائية مرحلة جديدة من النشاط عندما أصدر البيت العالمي للعدل رسالة بتاريخ 20 أكتوبر 1983. وقد تم حث البهائيين على البحث عن وسائل، تتماشى مع تعاليم البهائية، للمساهمة في التنمية الاجتماعية والاقتصادية في المجتمعات التي يعيشون فيها. ففي عام 1979، كان هناك 129 مشروعًا معترفًا به رسميًا للتنمية البهائية. وبحلول عام 1987، ارتفع العدد إلى 1482 مشروعًا.
في الآونة الأخيرة، شارك البهائيون البريطانيون في أنشطة أجندة 21 في المملكة المتحدة، كما أنشأوا معهد التماسك الاجتماعي كهيئة تابعة للجمعية الروحية الوطنية للبهائيين في المملكة المتحدة، بهدف الاستجابة لتحديات التنوع الكبير في منطقة هاكني سنترال، والمجتمع البريطاني بشكل عام. وقد نظّم المعهد ست ندوات برلمانية ومؤتمرين كبيرين بين عامي 2001 و2004.
في فبراير 2009، تم نشر رسالتين مفتوحتين تضمنت قوائم بأسماء مواطنين بريطانيين يعربون عن معارضتهم لمحاكمة قادة البهائيين في إيران. تضمنت الرسالة الأولى توقيع بعض البريطانيين إلى جانب 267 أكاديميًا وكاتبًا وفنانًا وصحفيًا وناشطًا غير بهائي من إيران و21 دولة أخرى، وقد نُشرت على موقع Iranian.com حيث عبّروا عن "خجلهم" وتعهدوا بدعم حقوق البهائيين المنصوص عليها في الإعلان العالمي لحقوق الإنسان.
أما الرسالة الثانية، فقد وقّعها عدد من الفنانين البريطانيين منهم ديفيد باديل، بيل بيلي، مورونا بانكس، سانجيف بهاسكار، جو براند، راسل براند، روب برايدون، جيمي كار، جاك دي، أوميد جليلي، شون لوك، لي ماك، أليكسي سايل، ميرا سايال، ومارك توماس، وأُرسلت إلى جريدة ذا تايمز في لندن، وجاء فيها: "في الواقع، إن 'جريمتهم' الوحيدة، التي لا تتسامح معها الحكومة الإيرانية الحالية، هي أنهم يعتنقون معتقدًا دينيًا يختلف عن الأغلبية… إننا نُعرب عن تضامننا مع جميع الذين يُضطهدون في إيران بسبب سعيهم نحو تنمية المجتمع، ومع الحكومات والمنظمات الحقوقية وكل أصحاب النوايا الحسنة الذين دعوا حتى الآن إلى محاكمة عادلة، إن لم يكن الإفراج الكامل عن القادة البهائيين في إيران".
وفي ما بين الرسالتين المفتوحتين، أعرب وزير الخارجية البريطاني بيل راميل في 16 فبراير عن قلقه إزاء المحاكمة. انظر اضطهاد البهائيين.

### الجمعية الروحية المحلية في جزيرة مان
على الرغم من أن جزيرة مان ليست جزءًا من المملكة المتحدة، فقد تم تأسيس جمعية روحية محلية فيها في عام 1993، تحت إشراف الجمعية الروحية الوطنية للبهائيين في المملكة المتحدة.

### التركيبة السكانية
في عام 2004، قدّرت الجامعة البهائية العالمية أن هناك أكثر من 5,000 عضو في المملكة المتحدة، بينما قدّرت جمعية أرشيف بيانات الأديان في تقرير عام 2010 أن هناك حوالي 47,500 عضوًا. ومع ذلك، أظهر تعداد عام 2011 وجود ما يزيد قليلًا عن 5,000 شخص يُعرّفون أنفسهم كبهائيين، بينما أظهر تعداد عام 2021 انخفاضًا طفيفًا إلى 4,725 شخصًا. وتزعم مصدر مسيحي أن هناك 7 بهائيين في جزر فوكلاند، بينما يشير تقرير آخر إلى وجود 67 تابعًا في عام 2000.

### المباني
في عام 2020، نشرت هيستوريك إنغلاند تقريرًا بعنوان مسح لمباني البهائيين في إنجلترا بهدف توفير معلومات حول المباني التي يستخدمها البهائيون في إنجلترا، وذلك كي تتمكن المؤسسة من التعاون مع المجتمعات المحلية لحماية تلك المباني وتحسينها في الوقت الحاضر والمستقبل. وقد حدّد المسح التمهيدي ستة مبانٍ بهائية في إنجلترا.

## بهائيون بريطانيون بارزون
الكوميديان البريطانيان أوميد جليلي وإيندر مانوتشا من أتباع الديانة البهائية.

## قراءات إضافية
- ماكنمارا، بريندان (2021). استقبال ʻعبد البهاء في بريطانيا: الشرق يلتقي بالغرب. سلسلة كتب نومن: دراسات في تاريخ الأديان (ط. نسخة إلكترونية). لايدن: بريل. ج. 168. ISBN:9789004440357. OCLC:1200834323.

- روبرت هـ. ستوكمان، المحرر (2022). عالم الديانة البهائية. عوالم روتليدج (ط. نسخة إلكترونية). أبينجدون، أوكسفوردشير: روتليدج. ISBN:9780429027772. LCCN:2021036315. OCLC:1273731963.

## روابط خارجية
- الموقع الرسمي للجمعية الروحية الوطنية للبهائيين في المملكة المتحدة
- مجلة البهائيين في المملكة المتحدة، 1997–2004
- "مئوية ديانة عالمية: تاريخ الديانة البهائية وتطورها في الجزر البريطانية". AfnanLibrary.org. ساندي، المملكة المتحدة: دار النشر البهائية. 2020 [1944]. OCLC:752750896. مؤرشف من الأصل في 2022-07-01.